# Salvatore Nunnari
Salvatore Nunnari [pronunciado:  Nùnnari] (Reggio Calabria, 11 de junio de 1939), es un Arzobispo Católico italiano, actualmente Arzobispo emérito de Cosenza-Bisignano.

## Biografía
Cursó sus estudios en el Seminario Arcivescovile di Reggio Calabria y en el Seminario Regionale Pio XI de Reggio. Recibió la ordenación Sacerdotal el 12 de julio de 1964 en la misma ciudad.
Frecuenta la Facultad Teológica "Ignatianum" de los Padres Jesuitas de Mesina y consigue con sobresaliente en la Licenciatura en Teología Pastoral. Inicia bien pronto también la actividad periodística - prestando su servicio a los fundamentos de la fe católica - llegando a ser publicista y Consejero Nacional del FNSI durante doce años, vicedirector del orden de los periodistas de Calabria y ponente.
Apenas ordenado sacerdote es destinado como vicario cooperador en la parroquia de Santa Maria del Divin Soccorso, ejerciendo el cargo hasta 1975, a su vez enseñaba religión en los últimos años del EGB estatales.

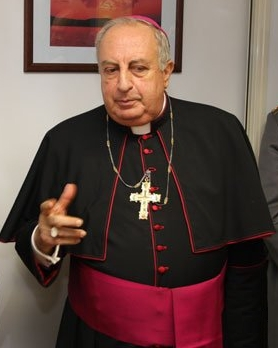
Monseñor Salvatore Nunnari

En 1970 es nombrado Adjuntor diocesano del Movimiento Estudiantes de Acción Católica, donde permanece hasta el año 1972, cuando recibe el encargo de ser Secretario del Consejo Presbitial de la Archidiócesis Metropolitana de Reggio Calabria-Bova.
En 1975 es nombrado Adjuntor de la parroquia de Santa María del Divino Socorro hasta 1983, desempañando a su vez el cargo de Consejero Provincial de la Coldiretti. En el año 1983 llega su nombrmiento como cura de "Sª Maria del Divino Socorro", que guía hasta el 1999, revistiendo mientras tanto el encargo de presidente de la Comisión por el Pastoral por el Trabajo y por los Problemas Sociales y aquel de vicario episcopal por la coordinación del pastoral diocesana.
Es nombrado arzobispo de Sant'Angelo dei Lombardo-Conza-Nusco-Bisaccia el 30 de enero de 1999, recibiendo la Ordenación Episcopal el 20 de marzo del mismo año. Durante su mandata episcopal abre muchas casas de acogida para farmacodependientes y mujeres en dificultad. Lleva a término la reconstrucción de los edificios de culto cerrado en consecuencia del terremoto de 1980. Activo en el campo del pastoral social, se dedica a la renovación de la realidad eclesial y social de la diócesis. Emprende una dura batalla moral contra las drogadicción, los asillamados "corredores de la muerte" y la usura.
Ha sido miembro en la Conferencia Episcopal Italiana en la Camisión para los problemas sociales y el trabajo, la justicia y la paz.
El 18 de diciembre de 2004 es elegido por Papa Juan Pablo II como arzobispo por la Arquidiócesis de Cosenza-Bisignano donde trabaja para "llevar el corazón de la Iglesia al centro de la sociedad calabresa".
Es Consejero de Administración de la Fundación San Francesco de Asís y Santa Catalina de Siena de la Conferencia episcopal italiana.
Ha sido condecorado de algunas ciudadanías honorarias en Irpinia. Ha recibido numerosos Premios, "Sembrador de esperanza" se acuerda, por la actividad social y religiosa. Quiere el mar, la literatura, en particular modo Corrado Álvaro, la música clásica, las músicas de Ennio Morricone y las canciones de Fabrizio De André.
En 15 de mayo de 2015 se retiró por límite de edad, y le ha sucedido Francescantonio Nolè.